# 米助
米助（？—？），字翼明，號覺天，陕西西安府蒲城县人，明朝政治人物。

## 生平
自少甘贫，苦志向学。万历十三年（1585年）乙酉科陕西乡试第一名（解元），三十二年（1604年），登甲辰科进士，兵部觀政，三十三年授行人，三十七年復除原职，四十二年升吏部验封司主事，调考功，四十三年调文选，升考功司员外，山西主考，调文选，升郎中，四十四年给假。天启元年起验封司郎中，本年调考功司，十月养病。

## 家族
曾祖米粳。祖父米調元，教諭。父米應奎。母韓氏。慈侍下。兄勤、勃。娶单氏，繼娶雷氏。